# 段余应
段余应（1958年—），男，安徽潜山人，中华人民共和国政治人物，曾任中央直属机关工委副书记。第十三届全国政协委员。